# Roland Marx (historien)
Pour les articles homonymes, voir Roland Marx et Marx.
Roland Marx est un historien français né le 26 juin 1933 à Strasbourg et mort le 4 février 2000 à Paris.

## Biographie
Roland Marx est le fils de Léon Marx, chef de bureau, et de Cécile Caron. Il effectue ses études secondaires et supérieures à Strasbourg. Il est reçu au Capes d'histoire et de géographie en 1955 et à l'agrégation d'histoire en 1956.
Il meurt d'une affection cardiaque le vendredi 4 février 2000, à l'âge de soixante-six ans.

## Carrière universitaire

### Professeur de lycée
Son premier poste est le lycée Lamoricière, à Oran (Algérie). Il y reste les deux années scolaires 1956-1957 et 1957-1958. Puis il est nommé au lycée de Mulhouse.

### Professeur à l'université
De 1973 à 1991, Roland Marx enseigne la civilisation britannique et l'histoire de la Grande-Bretagne à l'université Strasbourg-II, où il dirige l'UFR de langues et civilisations étrangères. Puis il est professeur de civilisation et sociologie de la Grande-Bretagne à la Sorbonne-Nouvelle (Paris-III) de 1990 à 2000.
Il est docteur ès lettres (1969), spécialiste de la Révolution française, de l'histoire britannique moderne et du Commonwealth.

## Publications
- Recherches sur la vie politique de l'Alsace pré-révolutionnaire et révolutionnaire, Istra, 1966 (thèse de doctorat).
- Histoire du Royaume-Uni, les principaux courants, Paris, A. Colin, 1967.
- La Révolution industrielle en Grande-Bretagne des origines à 1850, Paris, A. Colin, 1970.
- L'Angleterre des révolutions, courants et mouvements, Paris, A. Colin, 1971.
- La Grande-Bretagne contemporaine : 1890-1973, Paris, A. Colin, 1973.
- La Révolution et les classes sociales en Basse-Alsace : structures agraires et vente des biens nationaux, Bibliothèque nationale, 1974.
- Lexique historique de la Grande-Bretagne : XVIe-XXe siècles, Paris, A. Colin, 1976.
- L'Alsace de la Révolution à l'annexion : 1789 à 1871, Éditions Mars et Mercure, 1978.
- Religion et société en Angleterre : de la Réforme à nos jours, Paris, Presses universitaires de France, 1978.
- La Société victorienne, avec Monica Charlot, Paris, A. Colin, 1978.
- L'Europe de 1789 à nos jours, Paris, Presses universitaires de France, 1980.
- Histoire de la Grande-Bretagne, Paris, Armand Colin / Masson, 1980.
- La Société britannique de 1660 à nos jours, Paris, Presses universitaires de France, 1981.
- La Vie quotidienne en Angleterre au temps de l'expérience socialiste : 1945-1951, Paris, Hachette, 1983.
- Mort d'un amiral : l'IRA contre Mountbatten, Paris, Calmann-Lévy, 1985.
- La Grande-Bretagne et le monde au XXe siècle, Masson, 1986.
- 1888, Jack l'Éventreur et les fantasmes victoriens, Bruxelles, Complexe, coll. « La Mémoire des siècles » (no 204), 1987, 1987 p. (ISBN 2-87027-204-9). Réédition : 1888, Jack l'Éventreur et les fantasmes victoriens, Bruxelles, Complexe, coll. « Historiques » (no 157), 2007, 189 p. (ISBN 978-2-8048-0131-1).
- Eamon De Valera, Beauchesne, 1990.
- L'Angleterre de 1945 à nos jours, Paris, A. Colin, 1991.
- La révolution industrielle en Grande-Bretagne, Paris, A. Colin, 1992.
- L'Angleterre de 1914 à 1945, Paris, A. Colin, 1993.
- De l'Empire au Commonwealth : 1850-1994, Ploton, 1995.
- La Grande-Bretagne depuis 1945, Paris, Seuil, 1996.
- Winston Churchill : enfance et adolescence, Éditions. Autrement, 1999.
- Les îles britanniques, Éditions Clartés, 2000.
- La reine Victoria, Paris, Fayard,  2000.